# Timbersports Series

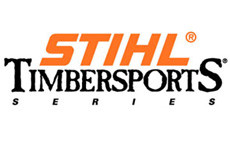
Logo zawodów STIHL Timbersports Series.

STIHL Timbersports Series – seria zawodów drwali w cięciu drewna, sponsorowana przez firmę produkującą pilarki do drewna Stihl, która odbywa się od 1985 roku. Obecnie zawodnicy rywalizują w sześciu różnych konkurencjach.

## Konkurencje[1]
- Springboard – to wyrąbywanie siekierą dwóch „kieszeni” w stojącej kłodzie drewna. Następnie zawodnik umieszcza specjalną deskę w tak przygotowanej „kieszeni” i stojąc na niej odrąbuje wierzchołek kłody.
- STIHL Stock Saw – tę konkurencje zawodnicy rozgrywają takimi samymi pilarkami łańcuchowymi. Po rozgrzaniu silników pilarki zostają odłożone, a obydwie ręce zawodnika spoczywają na kłodzie. Na dany sygnał zawodnik odcina od kłody dwa równoległe krążki drewna. Pierwsze cięcie odbywa się z góry w dół, a drugie z dołu do góry. Podczas cięcia zawodnik nie może przekroczyć określonej grubości krążka.
- Underhand Chop – zadaniem zawodnika, który stoi w rozkroku na leżącej kłodzie drewna o średnicy 32 cm, jest przerąbanie jej siekierą w jak najkrótszym czasie.
- Single Buck – to odcinanie od kłody jednego krążka drewna przy pomocy olbrzymiej piły ręcznej.
- Standing Block Chop – zawodnik przerąbuje siekierą pionowo stojącą kłodę drewna, zwycięża ten, który w jak najkrótszym czasie ukończy zadanie.
- Hot Saw – zadaniem zawodnika jest odcięcie w najkrótszym czasie trzech krążków drewna o określonej grubości.

## Rekordy świata[2]
- Springboard – 32.77 sek., pobity przez Davida K. Bolstada w 2000.
- Stock Saw – 9.445 sek., pobity przez Martina Komarka w 2010.
- Standing Block Chop – 12.11 sek., pobity przez Jasona Wynyarda w 2003.
- Underhand Chop – 12.28 sek., pobity przez Davida K. Bolstada w 1999.
- Single Buck – 9.395 sek., pobity przez Jasona Wynyarda w 2007.
- Hot Saw – 5.085 sek., pobity przez Matta Busha w 2003.
- Sztafeta – 47.22 sek., ustanowiony przez drużynę Australii (w składzie: Delosa, Meyer, Argent i Head) w 2015.

## Mistrzowie świata[3]
- 1985 –  Mike Sullivan
- 1986 –  Mel Lentz
- 1987 –  Rolin Eslinger
- 1988 –  Mel Lentz
- 1989 –  Rolin Eslinger
- 1990 –  Mel Lentz
- 1991 –  Mel Lentz
- 1992 –  Mel Lentz
- 1993 –  Rolin Eslinger
- 1994 –  Matt Bush
- 1995 –  Mel Lentz
- 1996 –  Harry Burnsworth
- 1997 –  Jason Wynyard
- 1998 –  Jason Wynyard
- 1999 –  Jason Wynyard
- 2000 –  Jason Wynyard
- 2001 –  David Bolstad
- 2002 –  Jason Wynyard
- 2003 –  David Bolstad
- 2004 –  David Bolstad
- 2005 –  Matt Bush
- 2006 –  Jason Wynyard
- 2007 –  David Bolstad
- 2008 –  David Bolstad
- 2009 –  Jason Wynyard
- 2010 –  Jason Wynyard
- 2011 –  Jason Wynyard
- 2012 –  Jason Wynyard
- 2013 –  Brad De Losa
- 2014 –  Jason Wynyard
- 2015 –  Jason Wynyard
- 2016 –  Jason Wynyard
- 2017 –  Jason Wynyard
- 2018 –  Laurence O’Toole
- 2019 –  Brayden Meyer

## World Rookie Championi
- 2014 –  Nathan Cumberland
- 2015 –  Ben Cumberland
- 2016 –  Ben Cumberland
- 2017 –  Ferry Svan
- 2018 –  Daniel Gurr
- 2019 –  Chris Lord

## Hall of Fame
Począwszy od 2015 r. każdego roku Timbersport Series dodaje zawodników do galerii sław tych zawodów.
- 2016 –  Carson Bosworth
- 2016 –  Harry Burnsworth
- 2016 –  Spike Milton
- 2015 –  David Bolstad
- 2015 –  Matt Bush
- 2015 –  Rolin Eslinger

## Mistrzowie Świata w Sztafetach
| Rok  | Data            | Gospodarz   | Medaliści     | Medaliści         | Medaliści         | Medaliści |
| Rok  | Data            | Gospodarz   | Mistrz świata | 2 miejsce         | 3 miejsce         |           |
| ---- | --------------- | ----------- | ------------- | ----------------- | ----------------- | --------- |
| 2010 | 5 września      | St. Johann  | Nowa Zelandia | Stany Zjednoczone | Szwajcaria        |           |
| 2011 | 4 września      | Roermond    | Australia     | Nowa Zelandia     | Stany Zjednoczone |           |
| 2012 | 7 września      | Lillehammer | Nowa Zelandia | Stany Zjednoczone | Australia         |           |
| 2013 | 25 października | Stuttgart   | Nowa Zelandia | Stany Zjednoczone | Australia         |           |
| 2014 | 14 listopada    | Innsbruck   | Australia     | Kanada            | Stany Zjednoczone |           |
| 2015 | 13 listopada    | Poznań      | Australia     | Nowa Zelandia     | Stany Zjednoczone |           |
| 2016 | 11 listopada    | Stuttgart   | Australia     | Kanada            | Stany Zjednoczone |           |
| 2017 | 3 listopada     | Lillehammer | Nowa Zelandia | Polska            | Australia         |           |
| 2018 | 19 października | Liverpool   | Australia     | Stany Zjednoczone | Kanada            |           |
| 2019 | 2 listopada     | Praga       | Australia     | Nowa Zelandia     | Stany Zjednoczone |           |

| # | Państwo           | Złota | Srebra | Brązy |
| - | ----------------- | ----- | ------ | ----- |
| 1 | Australia         | 6     | 0      | 3     |
| 2 | Nowa Zelandia     | 4     | 3      | 0     |
| 3 | Stany Zjednoczone | 0     | 4      | 5     |
| 4 | Kanada            | 0     | 2      | 1     |
| 5 | Polska            | 0     | 1      | 0     |
| 6 | Szwajcaria        | 0     | 0      | 1     |

## Mistrzowie Europy
- 2002 –  Thomas Gerber
- 2003 –  Martin Komàrek
- 2004 –  Martin Komàrek
- 2005 –  Martin Komàrek
- 2006 –  Martin Komàrek
- 2007 –  Dirk Braun
- 2008 –  Dirk Braun

## Drużynowi Mistrzowie Europy
- 2004 –  Wielka Brytania
- 2005 –  Francja
- 2006 –  Szwajcaria
- 2007 –  Szwajcaria
- 2008 –  Czechy

## Mistrzowie Polski
- 2008 – Arkadiusz Drozdek
- 2009 – Arkadiusz Drozdek
- 2010 – Arkadiusz Drozdek
- 2011 – Arkadiusz Drozdek
- 2012 – Krystian Kaczmarek
- 2014 – Arkadiusz Drozdek
- 2015 – Arkadiusz Drozdek
- 2016 – Jacek Groenwald
- 2017 – Arkadiusz Drozdek
- 2018 – Arkadiusz Drozdek
- 2019 – Michał Dubicki
- 2020 – Michał Dubicki
- 2021 – Michał Dubicki

## Polacy w Stihl TS
W Polsce zawody TS organizuje Związek Ochotniczych Straży Pożarnych RP i biorą w nich udział wyłącznie strażacy ochotnicy z OSP. Najbardziej znanym zawodnikiem w serii TS jest zawodowy strażak z Zielonej Góry i jednocześnie ochotnik w OSP Urzuty – Arkadiusz Drozdek – wielokrotny mistrz Polski w dyscyplinach drwali.